# In the Zone
In the Zone – czwarty studyjny album amerykańskiej wokalistki popowej Britney Spears. Wydany został 18 listopada 2003 roku przez Jive Records. Album ten jest pierwszym, na którym znaczący wpływ na kształt nagrań miała sama wokalistka, współpracując m.in. z R. Kellym, duetem producenckim Bloodshy & Avant, Mobym oraz P. Diddym.
Wydawnictwo było promowane przez cztery single: Me Against the Music #35 w duecie z Madonną, Toxic, Everytime oraz Outrageous, do którego, z powodu kontuzji kolana wokalistki, nie ukończono teledysku.
Album w USA zadebiutował na pierwszym miejscu listy sprzedaży w liczbie 609 000 sprzedanych egzemplarzy (łączny nakład to 3 miliony egzemplarzy). W Wielkiej Brytanii natomiast album ukazał się na 14. miejscu list sprzedaży, osiągnąwszy nakład 460 000 sztuk.
Album promowany był przez trasę koncertową The Onyx Hotel Tour.

## Lista utworów
1. "Me Against the Music" featuring Madonna (Spears, Madonna, Stewart, Nikhereanye, Magnet, Nash, O'Brien) – 3:44
2. "(I Got That) Boom Boom" featuring Ying Yang Twins (Hamilton, Royal, Hamilton, Holmes, Jackson) – 4:51
3. "Showdown" (Spears, Dennis, Karlsson, Winnberg, Jonback) – 3:17
4. "Breathe on Me'" (Lee, Anderson, Greene) – 3:43
5. "Early Mornin'" (Spears, Moby, Stewart, Magnet) – 3:45
6. "Toxic" (Dennis, Karlsson, Winnberg, Jonback) – 3:21
7. "Outrageous" (R. Kelly) – 3:21
8. "Touch of My Hand" (Spears, Harry, Muhammad, Soloman) – 4:19
9. "The Hook Up" (Spears, Stewart, Nikhereanye, Magnet) – 3:54
10. "Shadow" (Spears, Christy, Spock, Edwards, Charlie Midnight) – 3:45
11. "Brave New Girl" (Spears, Kierulf, Schwartz, Dioguardi) – 3:30
12. "Everytime" (Spears, Stamatelatos) – 3:53
13. "Me Against the Music" Remix feat. Madonna (Bonus Track, Spears, Madonna, Stewart, Nikhereanye, Magnet, Nash, O'Brien) – 4:33
14. "The Answer" (Bonus Track, Sean Combs, Ryan Leslie) – 3:54
15. "Don't Hang Up" (Bonus Track, Spears, Josh Schwartz, Brian Kierulf) – 4:02

## Sprzedaż
| Argentyna                | Argentina Albums Chart               | 1  | 80.000     | 2x Platynowa Płyta |
| Brazylia                 | Brazilian Albums Chart               | 1  | 300.000    | Złota Płyta        |
| Kanada                   | Top 100 Albums in Canada             | 2  | 300.000    | 3x Platynowa Płyta |
| Meksyk                   | Mexican Top 100 Albums Chart         | 1  | 150.000    | Platynowa Płyta    |
| Stany Zjednoczone        | U.S. Billboard 200                   | 1  | 3.000.000  | 2x Platynowa Płyta |
| Australia                | Australian ARIA Albums Chart         | 10 | 280.000    | 4x Platynowa Płyta |
| Nowa Zelandia            | New Zeland Albums Chart              | 25 | 7.500      | Złota Płyta        |
| Japonia                  | Japan Oricon International Album Cha | 3  | 250.000    | Platynowa Płyta    |
| Rosja                    | IFPI Rusia                           | 2  | 40.000     | 2x Platynowa Płyta |
| Austria                  | Austrian Albums Chart                | 10 | 20.000     | Platynowa Płyta    |
| Belgia                   | Belgium Albums Chart                 | 5  | 20.000     | Złota Płyta        |
| Dania                    | Danish Albums Chart                  | 9  | 20.000     | Złota Płyta        |
| Francja                  | France Albums Chart                  | 1  | 300.000    | 2x Złota Płyta     |
| Irlandia                 | Irish Albums Chart                   | 1  | 15.000     | Platynowa Płyta    |
| Niemcy                   | Germany Albums Chart                 | 2  | 250.000    | Złota Płyta        |
| Polska Albums Chart      | OLIS/ZPAV                            | 1  | 10 000+    | złota płyta        |
| Czechy                   | Czech Republic Albums Chart          | 1  | 20.000     | Platynowa Płyta    |
| Szwajcaria               | Swiss Albums Chart                   | 8  | 20.000     | Złota Płyta        |
| Szwecja                  | Swedish Album Charts                 | 8  | 30.000     | Platynowa Płyta    |
| Wielka Brytania          | UK Top Albums                        | 13 | 550.000    | Platynowa Płyta    |
| Włochy                   | Italian Album Charts                 | 10 | 40.000     | Srebrna Płyta      |
| Notowania Międzynarodowe |                                      |    |            |                    |
| Świat                    | United World Chart                   | 1  | 10.000.000 | 5x Platynowa Płyta |

## Personel
- Chris "Tricky" Stewart – chórki, różne instrumenty
- Roy "Royalty" Hamilton – chórki, różne instrumenty
- Algozee – aranżacje orkiestry symfonicznej
- Tumbi – aranżacje orkiestry symfonicznej
- Jimmy Harry – gitara, instrumenty klawiszowe
- Brian Kierulf – gitara, instrumenty klawiszowe
- Kendall D. Nesbitt – instrumenty klawiszowe
- Steve Anderson – instrumenty klawiszowe
- DaCorna Boyz – instrumenty klawiszowe
- Avant Arranger – różne instrumenty
- Bloodshy – różne instrumenty
- Moby – różne instrumenty
- Thomas Lindberg – gitara basowa
- Josh Schwartz – gitara
- Henrik Jonback – gitara
- Roy Gartrell – gitara
- Donnie Lyle – gitara
- Courtney Copeland – chórki
- Roxanne Estrada – chórki
- Penelope Magnet – chórki
- Ying Yang Twins – chórki
- Kara Dioguardi – chórki
- Wizardz of Oz – chórki
- Emma Holmgren – chórki
- Jennifer Karr – chórki
- Kyron Leslie – chórki
- Chyna Royal – chórki
- Emma Roads – chórki
- The Matrix – chórki
- Blackcell – chórki
- R. Kelly – chórki
- B.U.D. – chórki

### Realizacja
- Koordynator produkcji: Vanessa Letocq
- Inżynieria dźwięku: Avant, Bloodshy, Chris Fudurich, Andy Gallas, Abel Garibaldi, Brad Gilderman, Brian Kierulf, Sean Magee, Matrix, Sean McGhee, Ian Mereness, Moby, Pablo Munguia, Josh Schwartz, Mark "Spike" Stent, Rich Tapper, Mark Taylor, Brian "B Luv" Thomas
  - Asystenci: J.D. Andrew, Steve Bearsley, Tom Bender, Blackcell, Josh Copp, Cathy Dennis, Matt Furnidge, Rob Haggert, Vance Hornbuckle, Charles McCrorey, Jason Mlodzinski, Andrew Nast, Jonas Ostman, Jason Rankins, Tim Roberts, Rich Tapper, David Treahearn, Seth Waldmann, Nathan Wheeler, Jong Uk Yoon, Antony Zeller
- Edytorzy dźwięku: Avant, Bloodshy, John Hanes, Brian "B Luv" Thomas, P-Dub Walton, Dan Yashiz
- Miksowanie (nadzór): Serban Ghenea
- Miksowanie: Niklas Flyckt, Mick Guzauski, R. Kelly, Matrix, Sean McGhee, Mark "Spike" Stent, Mark Taylor
- Remiksowanie: Rishi Rich
- Edycja: Sean McGhee
- Programowanie: Steve Anderson, Avant, Bloodshy, Abel Garibaldi, Jimmy Harry, Brian Kierulf, Ian Mereness, Moby, Chris "Tricky" Stewart
- Mastering: Tom Coyne
- Aranżacje: Avant, Bloodshy, Roy "Royalty" Hamilton, Jimmy Harry, Steve Lunt, Penelope Magnet, Chris "Tricky" Stewart
- Aranżacje smyczków: Ed Alton, Janson & Janson
- Instrumenty: Guy Sigsworth
- Koordynacja: Janson & Janson
- Pro-Tools: Dug Hanes, John Hanes
- Produkcja wokali: Penelope Magnet, Trixster,
- Inżyniera wokali: Brian Kierulf, Mark "Spike" Stent, Brian "B Luv" Thomas, Mike Tucker
- Edycja wokali: Brian Kierulf, Mike Tucker
- Aranżacje wokali: Penelope Magnet, Trixster
- Projekt graficzny: Jackie Murphy
- Fotografia: Patrick Demarchelier, Ranjit
- Stylizacja: Ray Brown, Lori Goldstein, Mary Alice Stephenson
- Fryzjer: Laurentius, Stephanie Louise, Oribe
- Wizażyści: Fran Cooper, Isabel, Stephanie Louise